# Мелітополь (авіабаза)
Авіабаза Мелітополь — військово-повітряна база поблизу міста Мелітополь, місце базування 25-ї бригади транспортної авіації. Структурно належить до Повітряного командування «Центр».[джерело?]

## Історія
У складі ВПС України з січня 1992 року. Пункт базування 25-ї бригади транспортної авіації.
Військовослужбовці частини брали участь у подіях війни на сході України і зазнали втрат техніки та особового складу. Меморіал загиблому екіпажу Іл-76 встановлено біля входу до військової частини 12 червня 2015 року.
У вересні 2019 року на військовому аеродромі у Мелітополі здали в експлуатацію будинок чергової ланки, капітально відремонтований після багаторічної «стагнації». Перед ремонтом будівля більше 14 років простояла законсервованою, тож стан її був занедбаним.

### Російсько-українська війна
З перших днів Російського вторгнення в Україну 2022 року по аеродрому завдавалися ракетні удари, через це військові ухвалили рішення покинути його, щоб не наражати на небезпеку мирних жителів міста, згодом місто Мелітополь та сам аеродром були окуповані Збройними силами Російської Федерації. На авіабазі вони почали концентрувати свої сили, включаючи техніку та особовий склад.
10 квітня 2022 року з'явилась інформація, що по аеродрому було завдано удару.
В ніч на 3 липня Збройні сили України вивели з ладу одну з 4 військових баз російських окупаційних військ на околицях міста. Було завдано понад 30 ударів виключно по російській військовій базі (15 вночі й 15 вранці), в районі аеродрому. В соціальних мережах були поширені відео, як моментів ударів, так і їх наслідків. З огляду на все, можливо зробити припущення, що удари були завдані завдяки високоточному вогню HIMARS, який цілком міг дістати цей об'єкт, дальність вогню від ближньої прифронтової зони складає близько 70 км. Вогнем були знищені склади боєприпасів, паливо-мастильних матеріалів, техніка.
За даними мера міста Івана Федорова під час ударів по ворожих позиціях були знищені склади з боєприпасами, склади з паливо-мастильними матеріалами, казарми з живою силою та багато суміжних будівель. Втрати окупантів склали близько 200 убитими та близько 300 пораненими.